# 南賓縣 (欽州)
南賓縣是欽州歷史上的一個縣，隋開皇十八年（598年）置，屬欽州。唐貞觀十年（636年）更名靈山縣。